# O Milagre segundo Salomé
 O Milagre segundo Salomé  (Portugiesisch für: Das Wunder gemäß Salomé) ist ein Filmdrama des portugiesischen Regisseurs Mário Barroso aus dem Jahr 2004. Es basiert auf dem gleichnamigen Roman des portugiesischen Schriftsteller José Rodrigues Miguéis aus dem Jahr 1975.

## Inhalt
Portugal im Jahr 1917: die junge Portugiesische Republik ist ein Land in politischer und sozialer Unruhe, als in Fátima die Jungfrau Maria drei kleinen Hirtenkindern erschienen sein soll. Dies sorgt für enorme Aufmerksamkeit in dem zwischen konservativ-katholischer Tradition und progressiver und laizistischer Aufbruchstimmung zerrissenen Land.
Währenddessen arbeitet Salomé in einem der bekanntesten Bordelle Lissabons, wo sie eine Attraktion ist und ihre Kunden verzaubert. Eines Tages lädt ein wohlhabender Gast sie ein, zu ihm in sein großbürgerliches Haus zu ziehen. Er führt sie in die besseren Kreise der Stadt ein, und Salomé hofft nun auf ein neues Leben. Doch ihre Vergangenheit holt sie ein, und als ihr unfreiwillig eine erstaunliche Rolle in dem immer größere Kreise ziehenden Wunder von Fátima zufällt, verliert sie ihr neues komfortables Leben schließlich wieder.

## Rezeption
Der Film kam am 13. Mai 2004 in die portugiesischen Kinos. Er war danach für mehrere Filmpreise nominiert und gewann bei den Globos de Ouro 2005 einen Schauspielpreis (für Nicolau Breyner) und beim Cineport Filmfestival einen Preis für die besten Kostüme.
Die Kritik nahm den Film überwiegend positiv auf. So lobte Eduardo Prado Coelho im Público die genau rekonstruierte Gesellschaftsgeschichte, die schlüssige und flüssige Erzählung und die Schauspielleistungen, insbesondere von Nicolau Breyner, während Alfredo Barroso im Expresso Kamera, Schauspielleistungen und die Musik (Bernardo Sassetti) hervor hob.
 O Milagre Segundo Salomé  war der portugiesische Kandidat für den besten fremdsprachigen Film zur Oscarverleihung 2005, gelangte bei der folgenden 77. Oscarverleihung jedoch nicht zur Nominierung.
2004 erschien das Werk als DVD mit umfangreichem Bonusmaterial bei ZON/Lusomundo in Portugal.